# Little Alberta
Little Alberta är ett berg i Kanada.   Det ligger i provinsen Alberta, i den centrala delen av landet, 3 100 km väster om huvudstaden Ottawa. Toppen på Little Alberta är 2 956 meter över havet, eller 312 meter över den omgivande terrängen. Bredden vid basen är 2,0 km.
Terrängen runt Little Alberta är huvudsakligen mycket bergig. Trakten runt Little Alberta är nära nog obefolkad, med mindre än två invånare per kvadratkilometer.. Det finns inga samhällen i närheten. 
Trakten runt Little Alberta består i huvudsak av gräsmarker.